# Cornelis Pieter van Reeuwijk
Cornelis Pieter van Reeuwijk (Oosthem, 17 april 1909 – Utrecht, 21 november 1978) was een Nederlands burgemeester.
Hij werd geboren in de Friese gemeente Wymbritseradeel als zoon van ds. Teunis Gerrit van Reeuwijk (1876-1945) en Jannetje Margaretha Lekkerkerker (1877-1954). Toen hij 10 jaar was verhuisde het gezin naar Hillegersberg waar zijn vader beroepen was als Nederlands Hervormd predikant. Na de middelbare school ging hij rechten studeren aan de Universiteit van Amsterdam waar hij rond 1933 is afgestudeerd. In de jaren 30 was hij onder andere actief als curator bij faillissementen in Amsterdam. In 1945 werd Van Reeuwijk burgemeester van Marken en in 1952 volgde zijn benoeming tot burgemeester van Ommen. In 1974 ging hij daar met pensioen. Eind 1978 overleed Van Reeuwijk op 69-jarige leeftijd.